# 公爵千金的本領
《公爵千金的本領》是一部由澪亞（Reia）所創作的小說，插畫由双葉負責。
2015年2月，本作在小說投稿網站「成為小說家吧」上連載，並在2017年9月完結。2015年11月，KADOKAWA旗下的KADOKAWA BOOKS發行本作的首本單行本。

## 主要角色
艾莉絲·菈那·阿爾梅利亞
本作女主角。特徵是一頭遺傳自母親梅露莉絲的美麗銀髮，藍色的雙瞳。阿爾梅利亞公爵家的千金。轉生至遊戲世界前原本是名在會計師事務所任職的30幾歲女性上班族，喜歡製作化妝品、洗髮精、護髮劑與練瑜珈，因為意外而死亡轉生成為─乙女遊戲【你是我的公主】的反派千金，遭王子未婚夫愛德華解除婚約，並且在他被趕出學校之前回憶起前世的記憶，以最低的尊嚴離開了學校。將會被與家人斷絕關係，還有作為教會修道女被軟禁。與父親的面談交涉，接受父親的懲罰前往領地被授予領地代理的職位。後來成立阿茲達商會，利用轉生前的知識推出許多新商品，在領地推行很多現代制度及政策，同時拜轉生前的保養知識所賜大幅改善外型，讓交際圈的人們刮目相看。隨劇情推進與亞爾弗列德患難見真情，在小說第五卷末與亞爾弗列德結婚，育有長子耶皮斯和長女璐琪。
塔尼亞
艾莉絲的專屬侍女。因艾莉絲在小時候從公爵的貧民窟被救出，所以她發誓絕對忠誠於艾莉絲個人，而不是公爵家。小說第五卷末和迪達結婚懷有身孕。
亞爾弗列德·汀恩·塔斯梅利亞
本作重要男角色，塔斯梅利亞王國第一王子，被艾莉絲稱作「汀恩」。金髮綠眼。母親是已故的塔斯梅利亞王國第一王妃（正室），伯爵家的千金—莎莉爾王妃。表面上王國宣稱其在國外留學，事實上本人則留在國內，起初對艾莉絲的印象不是很好，原先是因視察雖被逐出學園但坐上代理领主之位的艾莉絲而以商人之子—汀恩的身分前往阿爾梅利亞領，並以短期雇用的形式擔任艾莉絲的左右手。由於遊戲中只有描述他在國外留學，同時就連人設和角色立繪皆無，因此艾莉絲是直到小說第四季才知道他的真實身份。隨著劇情發展開始對艾莉絲改觀，雙方日久生情。
小說第五卷透露亞爾弗列德意外被流箭射中而傳出死亡消息，令王室和國境內的多數人們認為他已經陣亡，但其實亞爾弗列德是透過醫生救治才脫離瀕死狀態，同時接受妹妹蕾蒂西亞的建議，選擇讓位給蕾蒂西亞離開王室，在傷勢痊癒後向艾莉絲告白，以平民僱聘身分加入阿茲達商會，與艾莉絲結婚後輔助事務（僅有少數人知曉其真實身份），為掩飾曾為王室成員的身分習慣配戴面具出席貴族社交場合，育有長子耶皮斯和長女璐琪。
貝倫·特西·阿爾梅利亞
艾莉絲的弟弟，阿爾梅利亞公爵家的少爺，和父親相同顏色的淺咖啡色頭髮並綁著辮子的男子，在貴族學校中成績排行全年級第一名的優等生。乙女遊戲【你是我的公主】的可攻略角色之一。起初受尤莉的影響而支持第二王子愛德華，自從將姐姐趕出學校後，與家人的關係逐漸疏遠。起初傾心於尤莉，同時非常討厭自己的姐姐艾莉絲，但在觀察姐姐治理家族領地期間，見證姐姐的脫胎換骨後，再加上自己聽到尤莉提出廢除軍隊的言論後戀心破滅，因此和愛德華王子及尤莉的關係開始疏遠，同時開始對姐姐有所改觀，並對過去傷害姐姐的行徑相當後悔且愧疚，為此轉移立場支持姐姐，之後開始協助父親工作。自從視察蒙洛伯爵領時，目睹了王國的「黑暗面」，之後與第二王子派的人徹底決裂。後來與蕾蒂西亞公主相戀，小說第五卷在蕾蒂西亞登基兩年後，與蕾蒂西亞結婚，同時將公爵家和宰相的繼承權讓給姐姐，並入贅王室成為塔斯梅利亞王夫。也是本作中唯一一個倒戈的可攻略角色。
愛德華·多恩·塔斯梅利亞
塔斯梅利亞王國第二王子，艾莉絲的原未婚夫，乙女遊戲【你是我的公主】的可攻略角色之一。母親是塔斯梅利亞王國的第二王妃（側妃），侯爵家的千金—耶露丽雅王妃。導致國內財政拮据的元兇之一，性格急躁、衝動，且自尊心強，器量小，同時非常寵愛尤莉，總是經常買禮物給她。
尤莉·諾伊亞
乙女遊戲【你是我的公主】的主角，男爵千金。由於乙女遊戲沒有對尤莉的身世多做太多介紹，因此艾莉絲對她的認知頂多只有遊戲中的認知。導致國內財政拮据的元兇之一，曾在財政拮据的情況下大規模賑災。她的真實身份是魯瓦伊國（敵國）的混血兒兼派來塔斯梅利亞王國的間諜。起先對愛德華保持表面距離，直至愛德華挺身保護她免於重傷才體認對方的真心，與愛德華訂婚。
蕾蒂西亞·塔斯梅利亞
塔斯梅利亞王國公主。亞爾弗列德的親妹妹，愛德華同父異母的妹妹，聰明且擅長處理實務。表面上王國宣稱其體弱多病正在修養。後來鍾情貝倫，在小說第五卷認為亞爾弗列德不適合為王請他退位，正式登基成為女王。登基兩年後與貝倫結婚，協助艾莉絲和亞爾弗列德舉辦婚禮。

### 塔斯梅利亞王國
為本作的舞台，與鄰國魯瓦伊國長期紛爭不斷。國內政治採取領地自治政策，國內的領主們皆能在不違背國法的前提下制定領地的法律和稅收。由於自從30年前與鄰國魯瓦伊國的戰爭之後的負債，再加上王室開支的上升及馬艾里亞家族和第二王子派為首的中央官僚貪污腐敗嚴重，同時優秀人才紛紛流失導致國內財政拮据。

#### 皇室
塔斯梅利亞國王
塔斯梅利亞國王，自故事一開始因愛妃去世而臥病在床。
莎莉爾
塔斯梅利亞王妃，亞爾弗列德和蕾蒂西亞的生母，已故。因國王不顧群臣的反對立其為正室，同時招致耶露莉亞的敵視，伯爵家千金。
艾伊麗·馮·塔斯梅利亞
塔斯梅利亞皇太后，亦是塔斯梅利亞王國前任女王，同時也是幫艾莉絲賜名的人，在離宮隱居。喜歡梅露莉絲，並期望自己的子女能娶阿爾梅利亞的子女。
耶露莉亞·馬艾里亞
塔斯梅利亞側妃，愛德華的生母，馬艾里亞侯爵家的千金。導致國內財政拮据的元兇之一，性格惡劣，且虛榮心強，就連梅露莉絲也對其感到厭惡。曾試圖和教皇威尔莫兹一同設局將艾莉絲開除教籍，並打算以此罷免宰相路易並讓阿爾梅利亞公爵家沒落，但失敗告終，同時反讓威尔莫兹失去教皇身份。

#### 阿爾梅利亞公爵家
塔斯梅利亞王國首席貴族，屬於中立派貴族，代代擔任王國宰相，亞爾弗列德曾說「阿爾梅利亞公爵家是就我所知最像貴族的貴族」
路易·德·阿爾梅利亞
阿爾梅利亞公爵。現任宰相，艾莉絲和貝倫的父親，淺咖啡色頭髮並帶著單片眼鏡的男子，被國民稱作「寒冰宰相」，實則溺愛女兒。以前在互不知道雙方身份的情況下與梅莉相戀。由於看清王室的勢力與對未來的影響權勢，對艾莉絲和愛德華從訂婚至解除婚約全程觀察，稱艾莉絲讀懂他的想法，同時分配領地給艾莉絲治理。
梅露莉絲·蕾潔·阿爾梅利亞
外傳公爵夫人的本領的主角。阿爾梅利亞公爵夫人，亦是卡傑爾將軍之女，原姓安德森，艾莉絲和貝倫的母親。出身為安德森侯爵家的千金。其父親、兄長、丈夫稱其「梅莉」。以前以「梅露」的身分偽裝為自己的護衛和安德森侯爵家眾人一起訓練。擁有傑出的劍術天份及身手。是有一頭閃亮的銀髮的絕世美女。很受艾伊麗王太后陛下喜愛。被稱為「社交界之花」，至今在貴族之中仍是受憧憬的存在且在社交界里擁有莫大的發言權，且諸多的沙龍活動、茶話會和大型宴會都會以其為標準衡量，其優雅的動作及社交技巧皆是由路易的母親—奧蕾麗雅夫人指導。對女兒艾莉絲十分溺愛，曾對於德魯塞傷害女兒之事忿忿不平，並為此拒絕出席其母親的茶話會。
耶皮斯
小說第五卷登場，艾莉絲和亞爾弗列德的長子，遺傳艾莉絲的銀色髮色和瞳色，五官與亞爾弗列德相仿。
璐琪
小說第五卷登場，艾莉絲和亞爾弗列德的長女，耶皮斯的妹妹，遺傳亞爾弗列德的褐色髮色和瞳色，五官與艾莉絲相仿。

#### 艾莉絲的下屬
賽巴斯
阿爾梅利亞公爵家的老管家。艾莉絲當上代理领主後作為其輔佐。
艾璐璐
阿爾梅利亞公爵家的女管家，擔任女僕總管，個性嚴格。
賽伊
阿爾梅利亞公爵家的見習管家。從小被艾莉絲從貧民窟帶回的孩子之一，以前性格畏縮冒失。艾莉絲當上代理领主後作為其輔佐。
迪達
從小被艾莉絲從貧民窟帶回的孩子之一，艾莉絲的護衛，雖然武藝高強，但作事隨性，說話直爽且口無遮攔。與萊爾是競爭對手兼搭檔，兩人經常相互鬥嘴。曾在卡傑爾將軍那裡受過訓練。後來和塔尼亞相戀，在小說第五卷和塔尼亞結婚。
萊爾
從小被艾莉絲從貧民窟帶回的孩子之一，艾莉絲的護衛，武藝高強，個性與迪達相反，同時也經常斥責迪達的口無遮攔。與迪達是競爭對手兼搭檔，兩人經常相互鬥嘴。曾在卡傑爾將軍那裡受過訓練。
蕾米
從小被艾莉絲從貧民窟帶回的孩子之一，掌管阿爾梅利亞公爵家的圖書室。
莫內達
阿爾梅利亞公爵領商業公會的會計長，行事公私分明。從小被艾莉絲從貧民窟帶回的孩子之一。
梅里妲
阿爾梅利亞公爵家的廚師從，小被艾莉絲從貧民窟帶回的孩子之一。廚藝非常拿手，能完美做出符合艾莉絲需求的減肥料理。艾莉絲當上代理领主後，負責掌管阿茲達商會點心的製作和開發。

#### 安德森爵侯家
為阿爾梅利亞公爵家的親家，以龐大的軍事實力而聞名的家族，梅露莉絲原本所屬的家族。
盧迪烏斯·吉布·安德森
艾莉絲和貝倫的表哥，安德森爵侯家的現任當家之子，亞爾弗列德的兒時玩伴兼輔佐。
卡傑爾·達茲·安德森
艾莉絲和貝倫的外祖父，梅露莉絲的父親，迪達和萊爾的師父，安德森爵侯家的前當家，塔斯梅利亞王國將軍，同時也是塔斯梅利亞王國的救國英雄，喜歡喝酒，曾因為在騎士團與軍隊的酒會中灌醉迪達和萊爾，遭到外孫女艾莉絲和孫子盧迪烏斯的斥責，非常不喜歡騎士團，曾在與魯瓦伊國的戰爭中立下戰功。

#### 達里爾教
塔斯梅利亞王國的國教，擁有「人民最後的要塞」之稱，起初教會常提供人民醫療和食糧，但隨著時間過去，教會內部的腐敗開始浮上檯面，且教皇號稱是「神的代言人」，發言權甚至大於貴族。
威尔莫兹·鲁塔沙
達里爾教的教皇，波恩的父親，支持耶露莉亞派系，曾受耶露莉亞之託設局將艾莉絲開除教籍，事後其陰謀被艾莉絲和拉弗西蒙茲揭發後，被剝奪教皇頭銜。最終和波恩一同被賜死。
拉菲艾爾
達里爾教的祭司，為人正直，曾在阿爾梅利亞的高等學園讀書。屬於與教皇派對立的派系。
米娜
阿爾梅利亞領地內達里爾教附屬的孤兒院院長，原本是該孤兒院的孤兒，深受管理該院修女的照顧，自從修女去世後，由於教會沒有派人接管該院，因而成為院長。
拉弗西蒙茲
達里爾教的祭司，教皇的對立派系的領袖，少數知道汀恩真實身份的人之一。
波恩·魯塔沙
達里爾教的教皇之子，乙女遊戲【你是我的公主】的可攻略角色之一。自從父親因試圖陷害艾莉絲而失勢後，開始被質疑作為教皇繼承人的資格，同時也被尤莉當面拋棄，企圖向艾莉絲求助，之後在艾莉絲的介紹下在拉菲艾爾帳下工作，後來因捲入阿爾梅利亞領地內的叛亂而被送回王都，最終和父親一同被賜死。

#### 其他角色
盧卡·薩莫薩
前貴族，阿爾梅利亞的高等學園的學園長，為梅露莉絲推薦的講師之一。熱愛研究醫學，曾為此離開家族。
米茉莎·丹古雷
中立派貴族丹古雷侯爵家的千金，艾莉絲的好友及同班同學，過去在感冒病假期間就辦理了退學手續，曾勸說艾莉絲避免靠近尤莉。在艾莉絲成為代理領主後，也多次拜訪其成立的阿茲達商會。
德魯塞·克塔貝里亞
騎士團長之子，乙女遊戲【你是我的公主】的可攻略角色之一。其因粗魯的壓制艾莉絲，因此艾莉絲對他的印象非常差。自尊心強，非常瞧不起傭兵。後來因捲入阿爾梅利亞領地內的叛亂而被逐出家門並辭去騎士團一職，同時其父母也因此事件而自行歸還騎士團長的頭銜。

## 出版書籍

### 輕小說
| 卷數 | KADOKAWA       | KADOKAWA               | 台灣角川       | 台灣角川               |
| 卷數 | 發售日期       | ISBN                   | 發售日期       | ISBN                   |
| ---- | -------------- | ---------------------- | -------------- | ---------------------- |
| 1    | 2015年11月10日 | ISBN 978-4-04-103742-3 | 2017年6月19日  | ISBN 978-986-473-725-3 |
| 2    | 2016年4月9日   | ISBN 978-4-04-104180-2 | 2017年9月14日  | ISBN 978-986-473-880-9 |
| 3    | 2016年9月10日  | ISBN 978-4-04-104181-9 | 2018年7月26日  | ISBN 978-957-564-141-2 |
| 4    | 2017年3月10日  | ISBN 978-4-04-105468-0 | 2019年6月19日  | ISBN 978-957-743-042-7 |
| 5    | 2017年9月8日   | ISBN 978-4-04-105469-7 | 2019年12月18日 | ISBN 978-957-743-226-1 |
| 6    | 2018年3月10日  | ISBN 978-4-04-106322-4 | 2020年4月20日  | ISBN 978-957-743-684-9 |
| 7    | 2018年9月10日  | ISBN 978-4-04-106323-1 | 2020年10月26日 | ISBN 978-957-743-923-9 |
| 8    | 2018年12月10日 | ISBN 978-4-04-107508-1 | 2020年12月21日 | ISBN 978-986-524-123-0 |

### 漫畫
| 卷數 | KADOKAWA      | KADOKAWA            | 台灣角川       | 台灣角川           |
| 卷數 | 發售日期      | ISBN                | 發售日期       | ISBN               |
| ---- | ------------- | ------------------- | -------------- | ------------------ |
| 1    | 2016年9月8日  | ISBN 978-4041048023 | 2017年6月22日  | ISBN 9789864737529 |
| 2    | 2017年3月10日 | ISBN 978-4041053393 | 2018年7月5日   | ISBN 9789575643379 |
| 3    | 2017年9月8日  | ISBN 978-4041060957 | 2018年7月5日   | ISBN 9789575643386 |
| 4    | 2018年3月10日 | ISBN 978-4041065563 | 2019年6月19日  | ISBN 9789577430427 |
| 5    | 2018年11月2日 | ISBN 978-4041074909 | 2019年12月18日 | ISBN 9789577434067 |
| 6    | 2019年8月3日  | ISBN 978-4041084878 | 2020年5月21日  | ISBN 9789577437150 |
| 7    | 2020年3月3日  | ISBN 978-4041092286 | 2020年10月26日 | ISBN 9789865240097 |
| 8    | 2021年7月9日  | ISBN 978-4041099193 | 2022年5月26日  | ISBN 9786263214408 |

## 外部連結
- 小說官方網站（成為小說家吧） （页面存档备份，存于）（日語）
- 小說官方網站（カドカワBOOKS） （页面存档备份，存于）（日語）
- 漫畫官方網站 （页面存档备份，存于）（日語）